# Duy Tân (xã)
Duy Tân là một xã thuộc huyện Duy Xuyên, tỉnh Quảng Nam, Việt Nam.
Xã Duy Tân có diện tích 8,76 km², dân số năm 2019 là 5.177 người, mật độ dân số đạt 591 người/km².